# Saison 14 de Bleach
Cet article présente la saison 14 de Bleach.

## Saison 14
Cette saison a été diffusée du 13 avril 2010 au 5 avril 2011 (épisodes 266 à 316) sur TV Tokyo. Elle est composée de 51 épisodes.
| No | Titre français                                                  | Titre japonais                       | Titre japonais                                       | Date de 1re diffusion |
| No | Titre français                                                  | Kanji                                | Rōmaji                                               | Date de 1re diffusion |
| --- | --------------------------------------------------------------- | ------------------------------------ | ---------------------------------------------------- | --------------------- |
| 266 | Ichigo contre Ulquiorra, réouverture                            | 一護VSウルキオラ、再開               | Ichigo VS Urukiora, saikai                           | 13 avril 2010         |
| Note : Cet épisode est un récapitulatif de l'arc « La Bataille de Karakura ». |                                                                 |                                      |                                                      |                       |
| 267 | Les Cœurs connectés. Le Poing gauche préparé à la mort          | 繋がる心！決死の左拳                 | Tsunagaru kokoro! Kesshi no hidari kobushi!          | 20 avril 2010         |
| [Chapitres 340-341] - Ichigo affronte Ulquiorra dans un duel disputé et est désormais capable de lire ses mouvements ainsi qu'à le blesser. Ichigo affirme alors que c'est parce qu'il devient plus comme un hollow ou qu'Ulquiorra devient davantage comme un humain, ce qui énerve celui-ci. Ulquiorra attaque Ichigo avec plus d'intensité et Orihime protège son ami d'un coup fatal avec le bouclier des trois cieux. Pendant ce temps, Chad et Renji affrontent un gigantesque hollow de sable, Battikaroa. Ils parviennent à le battre en brisant son masque après avoir fissuré son corps. Rukia continue son combat contre Rudbornn qui libère son Zanpakutô, Árbol. Finalement, Yammy est dans ses quartiers en compagnie de son chien. Après avoir fini un énième plat, il décide d'aller chasser les intrus. Note : Cet épisode débute l'arc majeur « La Bataille décisive » et l'arc mineur « Ichigo contre Ulquiorra ». |                                                                 |                                      |                                                      |                       |
| 268 | Haine et Jalousie, le dilemme d'Orihime                         | 憎悪と嫉妬 窮地の織姫                | Zouo to shitto kyuuchi no Orihime                    | 27 avril 2010         |
| [Chapitres 342-343] - Ichigo et Ulquiorra continuent de se battre lorsque Loly Aivirrne et Menoly Mallia viennent importuner Orihime. Lorsque Loly commence à torturer Orihime, Ichigo tente d'intervenir mais est stoppé par Ulquiorra. C'est alors que Yammy débarque, tue Menoly et blesse grièvement Loly lorsqu'il est mis à l'écart par Ulquiorra. Soignée par Orihime, Loly libère son Zanpakutô, Escolopendra, qui lui donne plusieurs tentacules empoisonnés. Elle défie Yammy mais celui-ci la fait traverser un mur d'un seul coup de poing avant de la laisser tomber de la tour nº5. Yammy décide de s'en prendre à Orihime, qui peine à se défendre, et est sauvée par l'arrivée d'Uryû Ishida, qui tire dans le dos de Yammy avec Ginrei Kojaku. Pendant ce temps, Rukia est totalement dépassée par la capacité de Rudbornn à pouvoir générer des soldats Exequias sans limite tandis que Chad et Renji sont opposés à plus de hollows. |                                                                 |                                      |                                                      |                       |
| 269 | Ichigo et Uryu, liés dos à dos                                  | 一護と雨竜、背中合わせの絆           | Ichigo to Uryū, se naka awase no kizuna              | 4 mai 2010            |
| [Chapitres 344-345] - Uryû isole Yammy de l'affrontement entre Ichigo et Ulquiorra. Il piège l'Espada dans une de ses techniques avant de le faire tomber de la tour avec des mines anti-arrancar inventées par Mayuri Kurotsuchi. Pendant ce temps, Rukia peine à se débarrasser des Calaveras de Rudbornn lorsque Chad et Renji viennent lui porter main-forte. Maintenant qu'Uryû est là pour protéger Orihime, Ichigo décide d'affronter Ulquiorra sérieusement. Il met son masque de hollow et domine totalement son adversaire. Ulquiorra fonce sur le toit de Las Noches et révèle à Ichigo qu'à l'intérieur du palais, deux choses sont interdites : l'utilisation du Gran Rey Cero et la libération du Zanpakutô pour les 4 premiers Espadas. Il libère ensuite son Zanpakutô, Murciélago, qui lui donne des ailes de chauve-souris. Reprenant l'affrontement, il manque de décapiter Ichigo avec sa première attaque. |                                                                 |                                      |                                                      |                       |
| 270 | Les Prémices du désespoir… Ichigo, la lame inaccessible         | 絶望の始まり…一護、届かぬ刃          | Zetsubō no hajimari...Ichigo, todokanu yaiba         | 11 mai 2010           |
| [Chapitres 346-347-348] - Ichigo est totalement surpassé par la forme Resurrección d'Ulquiorra. Il refuse cependant d'abandonner en dépit de la puissance supérieure de son adversaire. Sur ces mots, Ulquiorra se transforme de nouveau et révèle une Segunda Etapa de sa Resurrección, qu'il avait dissimulé à Aizen. Ichigo tente de se défendre, en vain. Sentant les chocs d'énergie spirituelle, Orihime et Uryû se rendent sur le toit de Las Noches. Ils découvrent qu'Ichigo a déjà été vaincu et assistent, impuissants, à son exécution par un Cero Oscuras dans la poitrine d'Ichigo., |                                                                 |                                      |                                                      |                       |
| 271 | Ichigo meurt. Orihime, les pleurs de tristesse                  | 一護死す！織姫、悲痛の叫び！         | Ichigo shisu! Orihime, hitsū no sakebi!              | 18 mai 2010           |
| [Chapitres 349-350-351] - Totalement horrifiée, Orihime accoure vers le corps d'Ichigo pour tenter de le soigner tandis qu'Uryû tente de gagner du temps en retenant Ulquiorra, en vain. En plein désespoir, Orihime appelle Ichigo, qui entend la voix de son amie et se transforme complètement en hollow. Ulquiorra, surpris de cette transformation, tire un Cero Oscuras sur Ichigo, qui le contre avec son propre Cero. Au cours du combat brutal qui s'ensuit, Ichigo arrache un bras à Ulquiorra mais celui-ci révèle son incroyable capacité à se régénérer rapidement et utilise sa plus puissante attaque, Lanza del Relámpago. Bien que dévastatrice, cette attaque est esquivée par Ichigo et celui-ci ne tarde pas à vaincre Ulquiorra d'un puissant coup de sabre. |                                                                 |                                      |                                                      |                       |
| 272 | Ichigo contre Ulquiorra, conclusion                             | 一護VSウルキオラ、決着！             | Ichigo VS Urukiora, kecchaku!                        | 25 mai 2010           |
| [Chapitres 352-353-354] - Rudbornn continue de produire toujours plus de Calaveras qui submergent Rukia, Renji et Chad tout en lui servant de boucliers. Ceux-ci unissent donc leurs efforts pour permettre à Rukia de geler les branches de Rudbornn desquelles poussent les Calaveras comme des fruits. Vaincu, Rudbornn est achevé sauvagement par Yammy qui défie Rukia, Renji et Chad, qui remarque qu'il est devenu plus massif que lors de leur première rencontre. Au même moment, Ichigo achève Ulquiorra avec un Cero à bout portant et, quand il veut s'acharner sur le corps de l'arrancar vaincu, il est stoppé par Uryû. En réponse, il plante son sabre dans l'abdomen d'Uryû et s'apprête à l'attaquer avec un Cero quand Ulquiorra intervient et brise la corne d'Ichigo, qui reprend sa forme normale ainsi que ses esprits. Réalisant le carnage qu'il vient de faire inconsciemment, Ichigo demande à Ulquiorra de le mettre dans le même état que lui avant de reprendre leur combat. Prêt à exaucer sa demande, Ulquiorra réalise que son corps a atteint ses limites et qu'il se transforme en poussière mais Ichigo refuse de l'achever. Dans ses derniers instants, Ulquiorra se remémore la discussion qu'il a eu plus tôt avec Orihime et lui demande si elle a peur de lui. Lorsqu'elle lui affirme que non, Ulquiorra est satisfait de sa réponse et a découvert la signification du "cœur" avant de se transformer totalement en poussière. Note : Cet épisode clôture l'arc mineur « Ichigo contre Ulquiorra ».                                                         |                                                                 |                                      |                                                      |                       |
| 273 | La Furie du requin, Hallibel se libère                          | 鮫の猛威！ハリベル解放               | Same no mōi! Hariberu kaihō                          | 1er juin 2010         |
| [Chapitres 354-355-356] - Yammy devient enragé par la mort d'Ulquiorra et libère son Zanpakutô, Íra. Prenant une taille colossale, son tatouage "10" devient "0" et Yammy explique que les Espadas sont en réalité classés de 0 à 9. Rukia, Chad et Renji l'attaquent avec tout ce qu'ils ont mais Yammy encaisse toutes leurs attaques sans broncher. Dans la fausse Karakura, Tier Halibel continue son combat contre Tôshirô Hitsugaya. Elle libère son Zanpakutô, Tiburón, et tranche facilement le capitaine en deux. Alors qu'elle compte venger ses subordonnées, vaincues par Yamamoto un peu plus tôt, elle est surprise par le retour d'Hitsugaya, qui a utilisé un leurre de glace. Note : Cet épisode débute l'arc mineur « Shinigami contre Espada ». |                                                                 |                                      |                                                      |                       |
| 274 | Hitsugaya, les funérailles des 1000 fleurs du paradis de glace  | 日番谷、捨て身の氷天百華葬！         | Hitsugaya, sutemi no Hyōten Hyakkasō!                | 8 juin 2010           |
| [Chapitres 357-358] - Kyôraku et Stark continuent de se jauger dans leur duel et Stark lui dévoile son Cero. Observant le combat d'Halibel, Baraggan révèle à Soi Fon et Ômaeda que chaque Espada contrôle un aspect de la mort et que celui d'Halibel est le sacrifice. Hitsugaya et Halibel utilisent chacune de leurs capacités pour neutraliser celles de l'autre. Hitsugaya peut transformer l'eau d'Halibel en glace ; et Halibel peut transformer la glace d'Hitsugaya en eau. Générant tous les deux de l'eau sur le champ de bataille dans le but d'en finir avec son adversaire en une seule attaque, Hitsugaya est inquiet pour le sort des vice-capitaines blessés et les protège d'une attaque d'Halibel mais encaisse des dégâts. Se relevant, Hitsugaya affirme que Hyôrinmaru est le plus puissant Zanpakutô de glace et qu'il a un contrôle total sur l'eau de l'atmosphère. Il se prépare à lancer sa plus puissante attaque, Hyôten Hyakkasô. |                                                                 |                                      |                                                      |                       |
| 275 | Le souffle de la mort approche, le roi qui règne sur la mort    | 迫る死の息吹、死を司る王！           | Semaru shi no ibuki, shi o tsukasadoru ou!           | 15 juin 2010          |
| [Chapitres 356-357-359] - Hitsugaya utilise Hyôten Hyakkasô, une attaque qui manipule la météo afin d'accroître sa puissance et qui enferme Halibel dans un immense mausolée de glace. Pendant ce temps, Soi Fon et Ômaeda affrontent Baraggan. Celui-ci ralentit les mouvements de Soi Fon, la rendant incapable de le toucher. Expliquant son aspect de la mort, la vieillesse, Baraggan surprend Soi Fon en brisant les os de son bras rien qu'en touchant son épaule. Face à cet adversaire, Soi Fon et Ômaeda établissent une stratégie pour l'attaquer mais Ômaeda prend peur au dernier moment, laissant Soi Fon seule face à Baraggan. Celui-ci n'a aucun mal à la dominer et est sur le point de l'achever quand Ômaeda l'en empêche en bloquant son attaque. Baraggan libère donc son Zanpakutô, Arrogante, et utilise Respira, une fumée sombre qui anéantit tout sur son chemin. Cette attaque touche le bras gauche de Soi Fon et celle-ci ordonne à Ômaeda de lui couper le bras avant que tout son corps ne soit anéanti. |                                                                 |                                      |                                                      |                       |
| 276 | La Mort en un coup, le bankai de Soi Fon                        | 一撃決殺、砕蜂、卍解！               | Ichigeki kessatsu, Soifon, bankai!                   | 22 juin 2010          |
| [Chapitres 358-359-360] - Soi Fon et Ōmaeda sont impuissants face à la Respira de Baraggan qu'ils ne peuvent même plus approcher. Se retirant temporairement, Soi Fon laisse Ômaeda seul face à Baraggan. Tentant de gagner du temps avec différents subterfuges, Ômaeda est rapidement à court d'options. C'est à ce moment que Soi Fon revient après avoir libéré son Bankai - Jakuhô Raikôben, qui équipe son bras d'un missile téléguidé. Elle le tire sur Baraggan, ce qui cause une grande explosion. |                                                                 |                                      |                                                      |                       |
| 277 | Paroxysme. Kyoraku contre Starrk                                | 白熱！京楽ＶＳスターク！             | Hakunetsu! Kyōraku VS Sutāku!                        | 29 juin 2010          |
| [Chapitres 361-362] - L'onde de choc de l'explosion fait voler Soi Fon mais elle est rattrapée par Ômaeda avant qu'elle ne s'écrase dans un immeuble. Voyant ce qu'un Bankai est capable de faire, Stark demande à Kyôraku de libérer le sien. Il appelle Lilynette et fusionne avec elle afin de libérer son Zanpakutô, Los Lobos. Désormais équipé de pistolets capables de tirer mille Ceros à la fois, Stark met Kyôraku en difficulté, forçant Ukitake à intervenir avec son Shikai. Voyant que celui-ci a tiré un Cero, Stark devient perplexe. |                                                                 |                                      |                                                      |                       |
| 278 | Le cauchemar revient… La Résurrection de l'Espada               | 悪夢再び…復活の十刃                  | Akumu futatabi...fukkatsu no Esupāda                 | 6 juillet 2010        |
| [Chapitres 363-364] - Kyôraku et Ukitake décident d'affronter Stark ensemble. Celui-ci a compris la capacité du Shikai d'Ukitake à pouvoir renvoyer des salves d'énergie à différentes intervalles. Le combat est interrompu par l'ouverture d'un Garganta qui révèle l'arrivée de Wonderweiss Margela et d'un hollow gigantesque, Fûra, sur le champ de bataille. Wonderweiss poignarde Ukitake à la poitrine et lorsque Kyôraku tente d'attaquer Wonderweiss en représailles, Stark lui tire un Cero à bout portant. Wonderweiss pousse des hurlements qui brisent la glace dans laquelle était enfermée Halibel et dissipent la fumée de l'explosion qui a touché Baraggan, tous deux indemnes. Wonderweiss ordonne à Fûra d'éteindre les flammes qui emprisonnent Aizen, Gin et Tôsen. Juste quand les Shinigamis commencent à paniquer, les Vizards font également leur entrée sur le champ de bataille. |                                                                 |                                      |                                                      |                       |
| 279 | Hirako et Aizen… La Réunion du destin                           | 平子と藍染…因縁の再会！              | Hirako to Aizen…innen no saikai!                     | 13 juillet 2010       |
| [Chapitres 365-366-367] - 101 ans plus tôt, il est révélé comment Aizen a expérimenté la hollowmorphose sur un groupe de Shinigamis, qui seront envoyés en exil et qui se nomment aujourd'hui les Vizards. De retour au présent, Shinji Hirako précise à Yamamoto qu'ils sont les ennemis d'Aizen mais en aucun cas les alliés des Shinigamis, à l'exception d'Ichigo. Lisa Yadômaru salue Kyôraku avant que Wonderweiss ordonne à Fûra de vomir une armée de Menos. Les Vizards s'équipent de leurs masques et se débarrassent des Menos. Hirako attaque ensuite Aizen mais est interrompu par Tôsen, qui force Sajin Komamura à intervenir. Lisa et Hiyori Sarugaki s'allient avec Hitsugaya contre Halibel tandis que Mashiro Kuna bat facilement Fûra. De leur côté, Rôjûrô Ôtoribashi et Love Aikawa défient Stark. Enfin, Shûhei Hisagi rejoint Komamura dans son combat contre Tôsen. |                                                                 |                                      |                                                      |                       |
| 280 | Hisagi et Tosen, le moment de la séparation                     | 檜佐木と東仙、訣別の時               | Hisagi to Tōsen, ketsubetsu no toki                  | 20 juillet 2010       |
| [Chapitres 368-369] - Hisagi et Komamura défient Tôsen afin de le ramener à la raison. Au même moment, plusieurs combats débutent : Lisa, Hiyori et Hitsugaya affrontent Halibel ; Rose et Love défient Stark ; et Hachigen Ushôda rejoint Soi Fon et Ômaeda dans leur combat contre Baraggan. Hachi crée une barrière Kidô autour de Baraggan mais celui-ci la dissipe facilement. Après avoir formé un mur épais entre eux et Baraggan pour gagner du temps, Hachi fait un pacte avec Soi Fon afin qu'elle se serve de son Bankai une nouvelle fois. Lorsque Hachi piège Baraggan à l'intérieur d'une forteresse cubique afin qu'il n'échappe pas au souffle de l'explosion, Soi Fon tire un missile sur Baraggan tandis que Hachi s'engage à enfermer Kisuke Urahara pendant un mois dans une barrière. Pendant ce temps, Hirako, qui a échoué à attaquer Gin par surprise, remarque qu'un allié d'Aizen est tombé au combat. |                                                                 |                                      |                                                      |                       |
| 281 | Couronne des mensonges, la rancœur de Barragan                  | 偽りの王冠、バラガンの怨恨           | Itsuwari no ōkan, Baragan no enkon                   | 27 juillet 2010       |
| [Chapitres 370-371] - Baraggan a survécu au Bankai de Soi Fon, bien que la moitié de son crâne ait été détruit. Furieux, il se sert de la Respira en continu jusqu'à pourrir la main d'Hachi. Cependant, ce dernier isole son bras dans une barrière qu'il transfère dans le corps de Baraggan, qui commence à pourrir. Dans un flashback, il est révélé que Baraggan était le roi du Hueco Mundo avant d'être détrôné par Aizen, Gin et Tôsen. De retour au présent, Baraggan, dans ses derniers instants, se remémore la promesse qu'il s'est faite de tuer Aizen pour l'affront qu'il lui a fait et lance sa hache de guerre dans sa direction mais celle-ci se brise avant de l'atteindre ; tandis que Baraggan se désintègre complètement. La mort de celui-ci résonne sur tout le champ de bataille et semble perturber Stark, qui remarque qu'Aizen est insensible à la mort de l'Espada nº2. |                                                                 |                                      |                                                      |                       |
| 282 | Le Pouvoir de l'âme. L'Attaque des loups                        | 魂の力！群狼、襲来！                 | Tamashī no chikara! Rosu Robosu, shūrai!             | 3 août 2010           |
| [Chapitres 372-373] - Stark n'a aucune intention de combattre sérieusement, forçant Lilynette à tirer elle-même sur les deux Vizards. Ceux-ci ripostent sans difficulté et Love noie Stark sous un torrent de flammes lancé par son Zanpakutô. Lisa, Hiyori et Hitsugaya débattent de la difficulté à coordonner leurs attaques contre Halibel. Après avoir été motivé par Lilynette, Stark invoque une meute de loups, crées à partir de fragments de son âme. Les loups explosent au contact de Love et Rose, qui sont rapidement à la merci de Stark. Tandis que sa victoire semble assurée, Stark est soudainement poignardé dans le dos. |                                                                 |                                      |                                                      |                       |
| 283 | Starrk, le combat solitaire                                     | スターク、たった独りの戦い           | Sutāku, tatta hitori no tatakai                      | 10 août 2010          |
| [Chapitres 374-375] - Des flashbacks révèlent que Stark et Lilynette ne formaient qu'un seul hollow avant de se scinder en deux entités à cause de sa puissance spirituelle hors du commun qui tuait n'importe quel hollow près de lui. Stark et Lilynette sont un jour approchés par Aizen, qui leur propose de se faire des camarades s'ils acceptent de rentrer dans son armée. De retour au présent, Stark a été poignardé par Kyôraku dans le dos. Celui-ci révèle que le pouvoir de son Zanpakutô consiste à rendre réels les jeux pour enfants à travers plusieurs techniques. Stark s'adapte rapidement et retourne plusieurs jeux contre Kyôraku mais Lilynette se sacrifie en encaissant une attaque que Stark n'aurait pas pu parer à temps. Complètement perturbé par sa mort, Stark parvient à asséner une blessure grave à Kyôraku dans le dos. Finalement, Kyôraku cible le trou de hollow de Stark et le bat enfin. Tandis qu'il chute vers une mort certaine, Stark demande pardon à Aizen avant de penser à sa première rencontre avec Lilynette. Finalement, Aizen, las de ces combats interminables, décide qu'il n'a plus besoin d'Halibel et la tranche. Note : Cet épisode clôture l'arc mineur « Shinigami contre Espada ». |                                                                 |                                      |                                                      |                       |
| 284 | Chaîne de sacrifice, le passé de Hallibel                       | 犠牲の連鎖、ハリベルの過去           | Gisei no rensa, Hariberu no kako                     | 17 août 2010          |
| [Chapitre 376 (pages 1 à 7)] - Retour sur la période où Halibel n'était qu'une Vasto Lorde et recruta Emilou Apacci, Franceska Mila Rose et Cyan Sung-Sun comme ses subordonnées afin de se soutenir mutuellement. Halibel est un jour invité par Baraggan à rejoindre son armée mais elle décline en blessant l'un de ses sbires après que celui-ci ait été trop familier. Lorsqu'Aizen est arrivé au Hueco Mundo, il a lui aussi exprimé de l'intérêt pour Halibel. Un jour, Halibel et ses subordonnées sont attaquées par le hollow qu'elle avait blessé, devenu un arrancar qui surpasse la force d'Halibel. Sauvée par Aizen, Halibel accepte de rejoindre son armée. De retour au présent, Halibel attaque furieusement Aizen mais est de nouveau touchée à l'épaule après avoir été victime d'une illusion d'Aizen. Halibel chute vers le sol tandis qu'Aizen défie les Shinigamis et les Vizards au combat. Note : Cet épisode est un filler, un flashback sur Halibel et ses fraccions, histoire qui n'existe pas dans le manga. |                                                                 |                                      |                                                      |                       |
| 285 | Cent ans de rancune. La Vengeance de Hiyori                     | 百年の怨恨！ひよ里の復讐             | Hyakunen no enkon! Hiyori no fukushū                 | 24 août 2010          |
| [Chapitres 376-377-378] - Wonderweiss se bat contre Mashiro, qui a l'avantage du combat jusqu'à ce que son masque de hollow se brise. Avant qu'elle ne soit achevée par Wonderweiss, Kensei Muguruma intervient et libère son Bankai, Tekken Tachikaze, avant de se jeter sur l'arrancar. Pendant ce temps, Hiyori explique à Aizen pourquoi les Vizards doivent lui régler son compte à cause de ce qu'il leur a fait il y a 101 ans. Bien qu'Hirako la prévienne de ne pas tomber dans les provocations d'Aizen, Hiyori lui fonce dessus et est attaquée par Gin, qui l'a blessée gravement. Hirako l'attrape et celle-ci s'excuse de ne pas avoir su se retenir ; tandis qu'Hirako réclame le retour d'Ichigo, quand il réalise qu'Orihime peut encore la soigner. Au Hueco Mundo, Yammy n'a aucun mal à vaincre Chad, Renji et Rukia tandis qu'Ichigo fonce pour l'affronter. Note : Cet épisode débute l'arc mineur « Shinigami contre Shinigami ». |                                                                 |                                      |                                                      |                       |
| 286 | Protéger Karakura. Ichigo, vers le monde réel                   | 空座町を護れ！一護、現世へ！         | Karakura-cho o mamore! Ichigo, gensei e!             | 31 août 2010          |
| [Chapitres 378-379-380] - Ichigo sauve Rukia d'une chute violente et défie Yammy au combat. S'équipant de son masque de hollow, il entaille le cou de Yammy avec un Getsuga Tenshô mais est incapable de le remettre quand Yammy se relève. Celui-ci profite de la situation et est sur le point de broyer Ichigo dans son poing lorsque Byakuya et Kenpachi le sauvent avant que ce dernier n'engage un duel contre Yammy. Mayuri arrive à son tour et leur révèle qu'il sait désormais comment ouvrir un Garganta et propose à Ichigo d'aller à Karakura. Byakuya rappelle à Ichigo que son devoir est de protéger sa ville et non de se battre au Hueco Mundo. Retsu Unohana décide d'accompagner Ichigo et se rendent ensemble dans le monde des humains. |                                                                 |                                      |                                                      |                       |
| 287 | Chronique. Ichigo et la Lampe magique                           | 外伝！一護と魔法のランプ             | Gaiden! Ichigo to mahou no ranpu!                    | 7 septembre 2010      |
| Ichigo se réveille au milieu du désert avec un accoutrement oriental. Les noms changent, il s'appelle ici Chigo. L'histoire d'Ichigo dans la réalité est identique mais tous se déroule sous forme d'une mascarade. Il s'agit en fait d'un rêve. Note : Cet épisode est un filler. |                                                                 |                                      |                                                      |                       |
| 288 | L'Atout final. Ichigo, vers la bataille décisive                | 最後の切り札！一護、決戦へ           | Saigo no kirifuda! Ichigo, kessen e!                 | 14 septembre 2010     |
| [Chapitres 381-382] - Le duel entre Yammy et Kenpachi continue et est à l'avantage de ce dernier. Pendant ce temps, Ichigo et Unohana se rendent dans le monde des humains via un Garganta ouvert par Mayuri. En discutant avec Ichigo, Unohana se rend compte que celui-ci est le seul qui n'ait pas vu le Shikai d'Aizen et lui révèle qu'il est donc le seul à pouvoir le battre, à condition qu'il ne voit pas la libération de Kyôka Suigetsu. Ichigo, réalisant la responsabilité qui lui incombe, est résolu à battre Aizen. Au Hueco Mundo, Kenpachi parvient à mettre Yammy à terre et propose à Byakuya de l'achever mais celui-ci refuse. Soudain, Yammy se relève et tire un Cero sur les deux capitaines. |                                                                 |                                      |                                                      |                       |
| 289 | Byakuya contre Kenpachi. La mêlée commence                      | 白哉ＶＳ剣八？！乱戦開始             | Byakuya VS Kenpachi?! Ransen kaishi!                 | 21 septembre 2010     |
| [Chapitres 382-383-384] - Kenpachi réprimande Byakuya pour ne pas avoir achevé Yammy et les deux commencent à se battre. Yammy les interrompt mais les deux capitaines le mettent à terre avec une puissante attaque combinée. Celui-ci se relève, furieux, et se transforme en une créature plus massive. Révélant que sa rage alimente sa puissance, il les attaque. À Karakura, Hirako confie Hiyori à Hachi tandis qu'il défie Aizen en duel. Tôsen, qui affronte Komamura et Hisagi, décide d'utiliser sa véritable puissance et s'équipe d'un masque de hollow, choquant ses adversaires. Il tranche Hisagi en un éclair et envoie Komamura au sol avec un puissant coup de pied. Hisagi, qui avait légèrement esquivé l'attaque de son ancien capitaine, met Tôsen à terre mais celui-ci le poignarde à l'abdomen. Komamura décide ensuite de libérer son Bankai. |                                                                 |                                      |                                                      |                       |
| 290 | Pour l'amour de la justice. L'Homme qui a déserté les Shinigami | 正義の為に？！死神を捨てた男         | Seigi no tame ni?! Shinigami o suteta otoko          | 28 septembre 2010     |
| [Chapitres 385-386] - Dans un flashback, il est révélé comment Komamura et Tôsen sont devenus amis, révélant que Komamura est devenu Shinigami afin de rembourser une dette. De retour au présent, Komamura active son Bankai mais n'arrive pas à blesser Tôsen, qui se régénère sans cesse tandis qu'il blesse Komamura en endommageant son Bankai. Komamura apprend que Tôsen a perdu son amie après que celle-ci ait été assassinée par son mari et décida de rejoindre l'académie afin de venger sa mort. Il active ensuite sa forme Resurrección, Suzumushi Hyakushiki: Grillar Grillo, qui le transforme en insecte géant. Ouvrant les yeux, il voit pour la première fois et s'extasie. En parallèle, Aizen dégaine son sabre face à Hirako. Celui-ci affirme qu'Aizen n'est pas le seul à avoir un Zanpakutô qui manipule les sens et libère son Shikai, Sakanade. |                                                                 |                                      |                                                      |                       |
| 291 | Lutte désesperée contre Aizen. Le Shikai d'Hirako               | 藍染との死闘！平子、始解！           | Aizen to no shitō! Hirako, shikai!                   | 5 octobre 2010        |
| [Chapitres 386-387] - Depuis sa transformation, Tôsen semble moins bien se battre qu'avant mais arrive tout de même à mettre Komamura à terre. Alors qu'il charge un Cero pour l'achever, Hisagi plante son sabre dans la tête de Tôsen et libère son Zanpakutô ; ce qui lacère le cou de Tôsen, qui reprend sa forme normale. Pendant ce temps, Hirako a libéré son Zanpakutô, qui a la capacité de générer l'illusion d'un monde inversé, et perturbe Aizen en le touchant à plusieurs reprises. Alors qu'il s'apprête à l'achever, Hirako manque sa cible tandis qu'Aizen le tranche dans le dos. Celui-ci affirme que ses illusions sont bien supérieures aux illusions d'optique d'Hirako et qu'il lui a été simple de pencher le combat en sa faveur. Vaincu, Tôsen revient à la raison et demande à Hisagi de lui montrer son visage mais il meurt d'une explosion interne qui détruit son corps. Hisagi est dévasté tandis que Komamura, totalement enragé, comprend qu'Aizen a achevé Tôsen. C'est à ce moment qu'Ichigo sort du Garganta derrière Aizen, prêt à l'attaquer. |                                                                 |                                      |                                                      |                       |
| 292 | Guerre totale. Aizen contre Shinigami                           | 全面戦争！藍染ＶＳ死神               | Zenmen sensō! Aizen VS shinigami                     | 12 octobre 2010       |
| [Chapitres 388-389] - Aizen se protège du Getsuga Tenshô d'Ichigo avec un sort et provoque le jeune Shinigami afin qu'il perde son sang-froid. Komamura le calme et lui conseille de ne pas tomber dans son piège. Tous les capitaines et Vizards restants, comprenant qu'Ichigo n'a pas vu le Shikai d'Aizen, s'unissent afin de le protéger et de lui permettre de porter le coup décisif. Hitsugaya est le premier à attaquer mais Aizen le provoque en mentionnant Hinamori ; ce qui enrage Hitsugaya, qui active son Bankai avec l'intention de le tuer. |                                                                 |                                      |                                                      |                       |
| 293 | Lame de la haine. La Colère d'Hitsugaya                         | 憎しみの刃！日番谷、激昂！           | Nikushimi no ha! Hitsugaya, gekkō!                   | 19 octobre 2010       |
| [Chapitres 390-391-392] - Komamura, Love, Rose et Lisa rejoignent Hitsugaya dans le combat contre Aizen mais ils sont tous les quatre vaincus facilement. Soi Fon, Kyôraku et Hirako parviennent à perturber Aizen, ce qui permet à Hitsugaya de porter le coup fatal. Tandis que les Shinigamis fêtent leur victoire, Ichigo est choqué et leur demande ce qu'ils sont en train de faire. Tous pris dans l'illusion d'Aizen, les capitaines ont pris Hinamori pour cible au lieu d'Aizen. Celle-ci, à l'agonie, demande à Hitsugaya pourquoi il l'a poignardée. Fou de rage, celui-ci fonce sur Aizen mais ce dernier le tranche aisément avant de vaincre Soi Fon, Kyôraku et Hirako, sous les yeux d'Ichigo. |                                                                 |                                      |                                                      |                       |
| 294 | Impossible d'attaquer. Genryūsai scellé                         | 攻撃不能？封じられた元柳斎！         | Kōgeki funō? Fūji rareta Genryūsai!                  | 26 octobre 2010       |
| [Chapitres 393-394-395] - Aizen a battu les capitaines et les Vizards mais est défié par Yamamoto, dernier capitaine en état de se battre. Celui-ci invoque des piliers de flammes, qui tueront non seulement Aizen mais également tous les blessés. Cependant, Wonderweiss resurgit sous sa forme Resurrección et éteint les flammes, révélant sa capacité à annuler le pouvoir de Ryûjin Jakka. Yamamoto engage un combat au corps-au-corps contre l'arrancar et ne tarde pas à le réduire en pièces. Les flammes absorbées par Wonderweiss s'échappent de son corps et génèrent une grande explosion largement atténuée par Yamamoto, qui tombe à terre. Aizen s'apprête à l'achever mais le capitaine général sacrifie son bras gauche calciné pour lancer le Hadô 96 - Ittô Kasô. Parvenant à s'extirper des flammes provoquées par le sort, Aizen est surpris par Ichigo qui l'attaque avec son masque de hollow. Note : Cet épisode clôt l'arc mineur « Shinigami contre Shinigami ». |                                                                 |                                      |                                                      |                       |
| 295 | Tout n'est qu'un piège… Liens réalisés                          | 全ては罠・・・仕組まれた絆！         | Subete wa wana… shikuma reta kizuna!                 | 2 novembre 2010       |
| [Chapitre 396] - Blessant Aizen avec un Getsuga Tenshô, Ichigo est surpris que son adversaire ait fusionné avec le Hôgyoku, qui régénère instantanément ses blessures. Aizen lui affirme qu'il ne laissera plus d'autre occasion de le tuer et lui révèle que tous les combats qu'Ichigo a mené n'étaient qu'une partie de son plan. Les événements de la vie d'Ichigo depuis sa rencontre avec Rukia jusqu'au combat avec Byakuya où il éveille ses pouvoirs de hollow sont montrés. Remarque : Cet épisode reprend les exploits passés d'Ichigo et nous montre la façon dont Aizen l'espionnait. |                                                                 |                                      |                                                      |                       |
| 296 | La Choquante vérité… Le Mystérieux Pouvoir intérieur d'Ichigo   | 衝撃の真実・・・一護に秘められた力！ | Shōgeki no shinjitsu… Ichigo ni himera reta chikara! | 9 novembre 2010       |
| [Chapitres 397-398] - Après avoir résumé les derniers événements de la vie d'Ichigo, y compris ses combats contre Grimmjow et Ulquiorra, Aizen affirme que tous les combats d'Ichigo se sont déroulés comme il l'a prévu. Ajoutant qu'il connait Ichigo depuis la naissance, il est interrompu par l'arrivée d'Isshin dans son uniforme de Shinigami. S'éloignant d'Aizen avec Ichigo, Isshin promet de lui révéler la vérité plus tard mais Ichigo lui répond qu'il attendra que son père soit prêt à la lui révéler. Père et fils retournent au combat : Isshin attaque Aizen tandis qu'Ichigo affronte Gin. Note : Cet épisode débute l'arc majeur « Le Combat contre Aizen ». |                                                                 |                                      |                                                      |                       |
| 297 | Extension de la lame. Ichigo contre Gin                         | 伸びる刃!? 一護vsギン！              | Nobiru ha！？Ichigo vs. Gin !                        | 16 novembre 2010      |
| [Chapitres 399-400-401] - En plein combat contre Ichigo, Gin active son Bankai, qui allonge et rétracte son sabre à une vitesse ahurissante. Ichigo, comprenant qu'il doit éviter de se trouver dans la trajectoire de la pointe du sabre de Gin, l'attaque en esquivant les coups d'estoc. Pendant ce temps, le combat entre Isshin et Aizen gagne en intensité. Révélant qu'il a atteint les limites de sa nature de Shinigami, Aizen dévoile le véritable pouvoir du Hôgyoku lorsque celui-ci reconstruit son âme : matérialiser les désirs de ceux qui l'entourent. Tandis que la transformation d'Aizen gagne en intensité, Urahara arrive sur le champ de bataille et lui transperce le corps avec un sort. |                                                                 |                                      |                                                      |                       |
| 298 | Le Film des Shinigamis                                          | 映画だ！祭りだ！死神映画祭！         | Eiga da! Matsuri da! Shinigami eiga sai!             | 23 novembre 2010      |
| Chaque division cherche à tourner le meilleur film pour un Festival. Ichigo doit être l'acteur dans plusieurs d'entre eux dont celui dirigé par Renji. Note : Cet épisode et le suivant sont des fillers faisant la promotion de la quatrième adaptation au grand écran de l'univers de Bleach sortie le 4 décembre 2010 au Japon. |                                                                 |                                      |                                                      |                       |
| 299 | Cérémonie d'ouverture. Chapitre des enfers : Prologue           | 劇場公開記念！地獄編・序章           | Gekijō kōkai kinen! Jigoku Hen・Joshō                | 30 novembre 2010      |
| De nombreux shinigamis sont portés disparus dans le monde original. Rukia se rend donc sur les lieux et tombe sur un pêcheur de l'Enfer qu'elle a elle-même envoyé là-bas. Rukia aidé de Renji parviennent à renvoyer le Hollow d'où il vient. Cependant certaines questions subsistent et ils s'interrogent sur sa réussite d'évasion. Note : Cet épisode est une adaptation du chapitre « Hell Arc - The Unforgivens » qui sert de prologue pour le quatrième film de Bleach sorti le 4 décembre 2010 au Japon. |                                                                 |                                      |                                                      |                       |
| 300 | Urahara apparaît. Stopper Aizen                                 | 浦原登場！藍染を阻止せよ！           | Urahara toujou! Aizen o soshi seyo!                  | 7 décembre 2010       |
| [Chapitres 402-403-404] - Urahara paralyse Aizen avec plusieurs sorts de liaison avant de le frapper avec le Hadô 91 - Senjû Kôten Taihô. Bien qu'ayant encaissé la technique, Aizen est surpris de découvrir qu'il s'agissait d'un subterfuge pour un autre sort qui commence à le brûler de l'intérieur avec sa propre pression spirituelle. Aizen parvient à survivre et achève sa transformation. Urahara et Isshin sont rejoints par Yoruichi, équipée d'une armure sur les bras et les jambes, et attaquent Aizen ensemble. Pendant ce temps, le duel entre Ichigo et Gin continue tandis que Rangiku se relève pour confronter Gin. |                                                                 |                                      |                                                      |                       |
| 301 | Ichigo perd son esprit combatif. La Prédiction de Gin           | 一護、戦意喪失！？ギンの思惑！       | Ichigo, seni sōshitsu!? Gin no omowaku!              | 14 décembre 2010      |
| [Chapitres 405-406-407] - Urahara, Yoruichi et Isshin parviennent à atteindre Aizen mais sont choqués de voir que sa transformation a altéré la structure de son corps ainsi que sa pression spirituelle, qui ne semble plus perceptible. Pendant ce temps, Rangiku se relève pour confronter Gin tandis que celui-ci, désintéressé d'Ichigo, dit à ce dernier de s'enfuir. Voyant qu'il reste pétrifié de peur, Gin s'apprête à l'achever mais Aizen l'en empêche, révélant qu'il vient de battre Urahara, Yoruichi et Isshin. Aizen et Gin partent pour la Soul Society pour se rendre dans la véritable ville de Karakura. Dans le Dangai, ils rencontrent le Kôtotsu. Gin tente de dissuader Aizen d'affronter cette créature supposément invincible mais celui-ci la détruit en une seule attaque. Isshin et Ichigo rentrent à leur tour dans le Dangai pour poursuivre Aizen mais se rendent compte que le Kôtotsu a été détruit. Profitant de la situation, Isshin décide d'enseigner à Ichigo le Getsuga Tenshô Ultime. |                                                                 |                                      |                                                      |                       |
| 302 | L'Ultime Getsuga Tensho. L'Entraînement d'Ichigo                | 最後の月牙天衝！？一護の修行！       | Saigo no Getsuga Tenshō!? Ichigo no shugyō!          | 21 décembre 2010      |
| [Chapitres 408-409-410] - Le temps qui passe dans le Dangai n'est pas le même qu'à l'extérieur ; deux mille heures passées dans le Dangai correspondent à une heure passée à l'extérieur. Maintenant que le Kôtotsu a été détruit, l'endroit est un lieu idéal pour s'entraîner. Isshin stabilise la zone avec sa pression spirituelle tandis qu'Ichigo rencontre l'esprit de son Bankai, Tensa Zangetsu, dans son monde intérieur. Celui-ci refuse cependant de lui enseigner le Getsuga Tenshô Ultime et tire le hollow intérieur du corps d'Ichigo. Pendant ce temps, Keigo et Tatsuki se réveillent à Karakura et se demandent ce qui leur est arrivé. Aizen trouve et paralyse Tatsuki avec sa pression spirituelle tandis que Gin laisse Keigo fuir. |                                                                 |                                      |                                                      |                       |
| 303 | Le Monde réel et les Shinigamis. Épisode spécial nouvel an      | 現世も死神も！お正月スペシャル！     | Gensei mo shinigami mo! Oshōgatsu supesharu!         | 4 janvier 2011        |
| À la Soul Society, une réunion entre les femmes Shinigami se déroule à propos des cartes du nouvel an. Histugaya qui recherche Matsumoto intervient, ainsi que Ikkaku, Yumichika, Kira et Hisagi. Une querelle apparaît entre hommes et femmes qui se règlera avec un jeu prévu à cet effet par la présidente des femmes Shinigami, la vice-capitaine de la onzième division : Yachiru. Dans le monde réel, tout le monde s'apprête à passer le nouvel an en famille sauf Inoue, qui est seule. Néanmoins, elle tombe sur Rukia et Renji qui la décident à aller souhaiter la bonne année chez Urahara. Note : Cet épisode, découpé en deux parties distinctes, est un filler sur le thème du nouvel an. |                                                                 |                                      |                                                      |                       |
| 304 | Une autre chronique. Cette fois l'ennemi est un vrai monstre    | 外伝再び！今度の敵はモンスター！？   | Gaiden futatabi! Kondo no teki ha monsutā!?          | 11 janvier 2011       |
| Yuzu et Karin ont réussi leur expérience : recoudre Ichigo et le ramener à la vie. Celui-ci traverse une forêt et tombe sur Rukia déguisée en succube. Elle le réprimande car il a encore oublié la réunion, elle l'emmène au château. Arrivé, Ichigo remarque Histugaya, Matsumoto, Inoue, Ishida et Renji déguisés en monstres différents. Ishida, annonce au groupe que des chasseurs veulent voler le « cristal des neiges ». Si ces voleurs s'en servent, ils redeviendraient tous humains. Ichigo tente lui aussi de le dérober pour sortir de son rêve alors que les chasseurs arrivent : il s'agit de Ishida Ryuken et de Kurosaki Isshin. Les amis d'Ichigo vont donc tenter de protéger le « cristal des neiges » et les combattre. Note : Cet épisode est un filler racontant un univers alternatif présenté comme un rêve d'Ichigo. Il est inspiré de l'illustration couleurs paru le 26 octobre 2009 dans le Weekly Shōnen Jump avec le chapitre 379. |                                                                 |                                      |                                                      |                       |
| 305 | Cris illusoires. Hisagi à l'auberge des sources chaudes         | 妄想爆走！檜佐木、温泉旅館へ！       | Mousou bakusō! Hisagi, onsen ryokan e!               | 18 janvier 2011       |
| D'étranges disparitions de Shinigami ont lieu dans le Rukongai. Hisagi est envoyé en mission aux côtés de Matsumoto, dont il est éperdument amoureux. En chemin, ils rencontrent une aubergiste qui les invite à rester dormir sur place pour une nuit. Une nuit qui s'annonce être pour Hisagi pleine d'émotions et de suspense. Note : Cet épisode est un filler humoristique parlant de l'amour qu'éprouve Hisagi pour Matsumoto. |                                                                 |                                      |                                                      |                       |
| 306 | Protéger Ichigo contre Tensa Zangetsu                           | 護るために！一護ＶＳ天鎖斬月！       | Mamoru tame ni! Ichigo VS Tensa Zangetsu!            | 25 janvier 2011       |
| [Chapitres 411-412] - Tensa Zangetsu révèle à Ichigo la nouvelle forme de son hollow intérieur et ajoute que c'est sous cette apparence qu'il a vaincu Ulquiorra. Tensa Zangetsu et le hollow fusionnent avant de défier Ichigo au combat. Pendant ce temps, Don Kan'onji s'interpose entre Tatsuki et Aizen, avant de se faire interrompre par Rangiku. Celle-ci ordonne à Kan'onji de fuir tandis que Gin l'emmène avec lui. Tandis que Tatsuki et Kan'onji rejoignent un Keigo armé d'un Zanpakutô, Gin assomme Rangiku avant de rejoindre Aizen. Tandis qu'Ichigo peine à convaincre Tensa Zangetsu de lui enseigner le Getsuga Tenshô Ultime par la force, Isshin commence à fatiguer. |                                                                 |                                      |                                                      |                       |
| 307 | Situation urgente. La Nouvelle Évolution d'Aizen                | 緊急事態！藍染、更なる進化！         | Kinkyū jitai! Aizen, saranaru shinka!                | 1er février 2011      |
| [Chapitres 413-414-415] - Tatsuki, Keigo et Kan'onji rejoignent Mizuiro et Zennosuke Kurumadani, qui tentent chacun de blesser Aizen, en vain. C'est à ce moment que revient Gin, qui prétend avoir tué Rangiku. Surpris car il pensait qu'ils étaient amis, Aizen proclame qu'il a va créer l'Ôken après avoir tué les amis d'Ichigo. Soudain, Gin touche le sabre d'Aizen avant de lui transpercer la poitrine avec son Bankai. Révélant que la capacité de Kamishini no Yari lui permet de transférer un morceau de sa lame empoisonnée dans le corps d'un adversaire, Gin regarde la poitrine d'Aizen se dissoudre tandis qu'il dérobe le Hôgyoku. Cependant, le Hôgyoku, appartenant toujours à Aizen même en dehors de son corps, le fait évoluer sous une forme plus puissante. Gin se remémore l'instant où il a décidé de tuer Aizen, lorsqu'il était enfant, après l'avoir vu blesser Rangiku et dérober quelque chose de son corps. De retour au présent, Aizen se téléporte vers Gin et le tranche violemment. |                                                                 |                                      |                                                      |                       |
| 308 | Adieu… Rangiku                                                  | さよなら・・・乱菊                   | Sayonara… Rangiku                                    | 8 février 2011        |
| [Chapitres 416-417-418] - Mortellement blessé par Aizen, Gin se rappelle s'être excusé auprès de Rangiku et est satisfait. Rangiku, en pleurs au-dessus du corps de Gin, est sur le point de se faire tuer par Aizen quand Ichigo arrive avec son père inconscient. Gin, voyant que le regard d'Ichigo s'est endurci, meurt apaisé. Ichigo, souhaitant affronter Aizen en dehors de Karakura, l'attrape par le visage et le jette à des kilomètres. Se transformant de nouveau, Aizen affronte Ichigo dans un combat qui détruit le terrain qui les entoure. Persuadé de sa victoire, Aizen tente de trancher Ichigo mais celui-ci attrape son sabre à une main, ce qui le choque profondément. Prononçant une longue incantation, Aizen lance ensuite le Hadô 90 - Kurohitsugi - à pleine puissance sur Ichigo, que celui-ci brise aisément avant de trancher Aizen. |                                                                 |                                      |                                                      |                       |
| 309 | La confrontation prend fin. L'ultime Getsuga Tensho est libéré  | 激闘決着！放て、最後の月牙天衝！     | Gekitō kecchaku! Hanate, saigo no Getsuga Tenshō !   | 15 février 2011       |
| [Chapitres 419-420-421] - Blessé et impuissant face à la nouvelle force d'Ichigo, Aizen se transforme de nouveau grâce au Hôgyoku et adopte une forme similaire à celle d'un hollow. Lançant une salve d'énergie qui pulvérise le paysage, Aizen parvient à blesser Ichigo mais celui-ci se transforme. Un flashback montre Ichigo dans son monde intérieur. Il se rend compte qu'il ne peut pas battre Tensa Zangetsu et que celui-ci ne lui enseignera le Getsuga Tenshô Ultime qu'après avoir accepté de se faire poignarder par son Bankai. De retour au présent, Ichigo révèle qu'il s'est lui-même transformé en Getsuga Tenshô et qu'il perdra tous ses pouvoirs après s'en être servi. Il lance une vague d'énergie ténébreuse qui engloutit Aizen et déchire la terre. Ayant survécu mais très affaibli, Aizen se prépare à achever un Ichigo privé de sa puissance mais un sort se déclenche sur sa poitrine. Urahara débarque et révèle à Aizen qu'il a implanté un sort de scellement dans le corps de ce dernier avant qu'il ne se transforme totalement. Même si Aizen est devenu quasiment immortel, son pouvoir s'est considérablement affaibli pour que le sort de scellement se déclenche. Furieux d'avoir perdu, Aizen demande à Urahara pourquoi il reste soumis au Roi Spirituel, ce à quoi Urahara lui répond que le Roi Spirituel est la clé de voûte du monde. Rejetant la vérité d'Urahara, Aizen tente de briser le sort mais est inévitablement scellé. Note : Cet épisode clôture l'arc majeur « Le Combat contre Aizen » ainsi que l'arc majeur « La Bataille décisive ». |                                                                 |                                      |                                                      |                       |
| 310 | La Résolution d'Ichigo. Le Prix de la bataille féroce           | 魂葬刑事・カラクライザー再発進！     | Ichigo no kakugo! Gekitō no daishō                   | 22 février 2011       |
| [Chapitres 422-423] - La guerre prend fin. Unohana a soigné tous les Vizards, y compris Hiyori qui reste encore inconsciente. Mayuri déclenche le retour de Karakura à sa place initiale. Rentrés à la Soul Society, Byakuya et Kenpachi ont battu Yammy au Hueco Mundo. Ichigo demande à Urahara quelles étaient les vraies motivations d'Aizen depuis le début quand il est rejoint par ses amis avant de s'évanouir brusquement. Au Central 46, Aizen est condamné à un emprisonnement de vingt mille ans dans le niveau le plus profond de la prison souterraine. Yamamoto, maintenant amputé de son bras gauche, réprimande Byakuya, Kenpachi et Kyôraku pour avoir perdu leurs vestes de capitaine. Hitsugaya s'entraîne avec acharnement dans une cave dans le but de maîtriser son Bankai tandis que Rangiku fait le deuil de Gin. Se réveillant dans la maison de Rukia après 10 jours, Ichigo se rend compte qu'il a commencé à perdre ses pouvoirs et que ce n'est qu'une question de temps avant qu'ils les perdent complètement. Cependant, il est ravi de voir ses amis en pleine forme et se prépare à rentrer à Karakura. Note : Cet épisode clôture l'arc majeur « Les Arrancars ». |                                                                 |                                      |                                                      |                       |
| 311 | Le Soul détective. Le Karakuraizer réapparait                   | 魂葬刑事・カラクライザー再発進！     | Tamashī no keiji — Karakuraizā sai hasshin!          | 1er mars 2011         |
| Kon, le Karakuraizer chargé de protéger la ville de Karakura des Hollows vient en ville pour sauver une demoiselle de l'ennemi. À ce moment-même, un jeune héros nommé Michel vêtu d'une cape noire, parvient à vaincre le Hollow et récolte les remerciements. Kon se rend très vite compte que toute la ville est fan de ce nouveau sauveur. Note : À partir de cet épisode, chaque épisode a une histoire indépendante. |                                                                 |                                      |                                                      |                       |
| 312 | L'Inauguration du tout nouveau capitaine de la 2e division      | 就任！新たなる二番隊隊長！           | Shūnin! Arata naru ni ban tai taichō!                | 8 mars 2011           |
| Omaeda sauve un enfant d'un Hollow alors qu'il se réveillait de sa sieste. Lorsque l'enfant lui demande qui il est, Omaeda répond qu'il est le Capitaine de la Deuxième division. Omaeda est alors invité au village et profite de ce mensonge pour s'empiffrer sur le dos des villageois. L'enfant accompagné de deux amis se rendent ensuite au Senreitei pour remercier Omaeda, parti sans leur dire au revoir. Bloqués à l'entrée, les trois enfants sont autorisés à rentrer par Ichigo. Ils retrouvent Omaeda à l'intérieur de la Soul Society alors qu'il effectue sa corvée de ménage. Comprenant tout l'intérêt qu'ils peuvent en tirer, les Shinigamis vont jouer le jeu et laisser croire aux enfants qu'Omaeda est bien capitaine. Les enfants se rendent cependant vite compte de la supercherie. Peu après, Omaeda leur sauve la vie et récupère leur respect. |                                                                 |                                      |                                                      |                       |
| 313 | L'Homme aux commandes de la 11e division                        | 十一番隊に命を懸けた男！             | Jūichi ban tai ni inochi o kaketa otoko!             | 15 mars 2011          |
| Alors qu'Ichigo combat Renji au Kendo, un mystérieux Shinigami leur offre du thé. Ichigo se rend très vite compte que ce dernier est traité comme un faiblard par la 11e division et il cherche à en savoir plus. Il découvre que Seizo a sacrifié son énergie spirituelle lors d'une rencontre face à un Hollow pour sauver Ikkaku, qui lui n'est apparemment pas redevable. Ichigo tente alors d'organiser un combat de Kendo entre les deux hommes. |                                                                 |                                      |                                                      |                       |
| 314 | Kon l'a vu. Le Secret d'une jolie femme de bureau               | (コンは見た！美人OLの秘密            | Kon wa mita! Bijin OL no himitsu                     | 22 mars 2011          |
| Pendant qu'Ichigo recherche en vain un Hollow, Kon sauve une femme voulant se suicider, qu'il avait croisé auparavant. Kon attaché à la belle se rend compte qu'un Hollow la pourchasse et tente de la sauver une nouvelle fois. |                                                                 |                                      |                                                      |                       |
| 315 | L'Ami de Yachiru. L'Apparition du Shinigami de la justice       | やちるの友！正義の死神登場           | Yachiru no tomo! Seigi no shinigami toujou!          | 29 mars 2011          |
| Une femme poursuivie par un Hollow est sauvé de justesse par un étrange Shinigami : Masayoshi. Ce Shinigami est un vieil ami de Yachiru à l'époque où ils ont intégré le Gotei 13. Ainsi, Yachiru est heureuse de retrouver son ami. Mayu, la jeune femme sauvée, est prise de sentiments pour Masayoshi et lui demande si elle peut le suivre. Cependant, les choses ne vont pas se passer comme prévu. |                                                                 |                                      |                                                      |                       |
| 316 | Les Vacances de Hitsugaya Toshiro                               | 日番谷冬獅郎の休日！                 | Hitsugaya Toshirō no kyūjitsu!                       | 5 avril 2011          |
| Histugaya prend quelques jours de congés pour se rendre au monde réel. Karin, la sœur d'Ichigo, l'invite à jouer un match de foot. Il accepte la proposition et rend ensuite visite à une vieille dame qui compte pour lui. Cette dame, seule, arrive à voir les âmes et trouve en eux de la compagnie. Parmi eux, un petit enfant mort dans un accident de voiture, dont l'âme a été retenu sur Terre car son désir de voir la neige était trop fort. Cependant même si la neige est annoncée pour les prochains jours, ce jeune homme risque à tout moment de se transformer en Hollow et Hitsugaya le sait. Note : Cet épisode est le dernier des épisodes indépendants. |                                                                 |                                      |                                                      |                       |

#### Épisodes japonais
1. 1 2 3 4 5 6 7 8 9 10 11 12  (ja) « Bleach - Épisodes 265 à 277 », TV Tokyo (consulté le 30 novembre 2011)
2. 1 2 3 4 5 6 7 8 9 10 11 12 13  (ja) « Bleach - Épisodes 278 à 290 », TV Tokyo (consulté le 30 novembre 2011)
3. 1 2 3 4 5 6 7 8 9 10 11 12  (ja) « Bleach - Épisodes 291 à 302 », TV Tokyo (consulté le 30 novembre 2011)
4. 1 2 3 4 5 6 7 8 9 10 11 12 13  (ja) « Bleach - Épisodes 303 à 315 », TV Tokyo (consulté le 30 novembre 2011)
5. ↑  (ja) « Bleach - Épisodes 316 à 328 », TV Tokyo (consulté le 30 novembre 2011)

#### Épisodes français
1. 1 2 3 4 5 6 7 8 9 10 11 12 13  « Bleach - Épisodes 266 à 278 » sur Anime.kaze.fr, consulté le 9 août 2013
2. 1 2 3 4 5 6 7 8 9 10 11 12 13  « Bleach - Épisodes 279 à 291 » sur Anime.kaze.fr, consulté le 18 octobre 2013
3. 1 2 3 4 5 6 7 8 9 10 11 12  « Bleach - Épisodes 292 à 303 » sur Anime.kaze.fr, consulté le 18 octobre 2013
4. 1 2 3 4 5 6 7 8 9 10 11 12 13  « Bleach - Épisodes 304 à 316 » sur Anime.kaze.fr, consulté le 28 février 2014